# Dan Mayo
Dan Mayo (hebräisch דן מאיו; * 1. Juli 1990 in Tel Aviv-Jaffa) ist ein israelischer Schlagzeuger, Komponist und Pädagoge, welcher vor allem in Israel regionale Bekanntschaft erlangte.

## Biografie
Dan Mayo fing schon im Alter von 3 Jahren an, Schlagzeug zu spielen. Seit der Einschulung nahm er an Musikveranstaltungen an der Schule teil und lernte dort auch Klavier, Saxophon und Marimba zu spielen. Er besuchte die Oberschule, welche er dann aber abbrach, um sich mehr der Musik zu widmen. Danach besuchte er die Musikakademie, die er dann allerdings. Ab diesem Zeitpunkt schuf er experimentelle und elektronische Musik und entwickelte seinen eigenen Stil. 2017 wurde von dem englischen Schlagzeug-Magazin „Music Radar's Rhythm Magazine“ als „Best New Drummer of 2017“ gewählt.
Berühmtheit erlangte er vor allem durch die Band TATRAN, bestehend aus Tamuz Dekel an der Gitarre und Offir Benjaminov am Bass, in der er seit 2011 spielt. Den Durchbruch erlangte die Band 3 Jahre später mit dem Album „Shvat“. Außerdem nahm er einige Alben mit Yehezkel Raz, Ester Rada und Mike Shinoda auf und spielte auch bei Meinl Cymbals. Er spielte auf zahlreichen Festivals, darunter das Red Sea Jazz Festival oder State-X New Forms und einige weitere. Seit 2020 veröffentlicht er neue Stücke und Ausschnitte großteils auf Sozial Media und hat viele Follower. In seiner Musik finden sich verschiedene Genres. Darunter Jazz, Fusion, Elektronik, Noise, Indie-Rock und einige weitere.

## Werk

### Solo-Alben
- Big Brown Eyes (2019)
- Not a Talker (2020)
- Woodhouse (2020)
- Broken Roots/Greenhouse (2022)

### Mit TATRAN
- Shvat (2014)
- Soul Ghosts (2015)
- No Sides (2017)
- Foresee (2018)
- Border View (2020)
- Merchant House (2020)
- One Hold with Eden Ladin (2020)
- Two Days with Eyal Talmudi (2020)
- Evermore (2024)

### Mit Yehezkel Raz
- Zu (2018)
- Before (2020)
- Session 1 (2020)
- Tree (2020)
- Hive (2021)
- 6 (2022)

### Mit Ester Rada
- Ester Rada (2014)
- I Wish (2015)
- Different Eyes (2017)

### Mit CRuNCH 22
- CRuNCH 22 (2013)
- Alice’s Adventures in Wonderland (2016)
- Lush Flush (2018)

### Mit Eden Ladin
- Mirage (2022)

### Mit dema
- love (2016)

### Mit Mike Shinoda
- Post Traumatic (2018)[3][4][5]